# 화순 쌍옥리 방풍림
쌍옥리 방풍림은 대한민국 전라남도 화순군 도곡면 쌍옥리에 있는 민속자료이다. 2008년 1월 9일 화순군의 향토문화유산 제39호로 지정되었다.